# Narodowe Sanktuarium Świętego Jana Pawła II w Waszyngtonie
Narodowe Sanktuarium Świętego Jana Pawła II w Waszyngtonie – kompleks budynków sakralnych znajdujących się w dzielnicy Brookland w północno-wschodnim Waszyngtonie, w  pobliżu Katolickiego Uniwersytetu Ameryki i Bazyliki Narodowego Sanktuarium Niepokalanego Poczęcia. W obrębie sanktuarium są: kościół pw. Chrystusa Odkupiciela, kaplica Tajemnic Świetlistych i budynek muzeum ze stałą ekspozycją zatytułowaną Dar daru miłości: życie świętego Jana Pawła II. Kościół jest świątynią rzymskokatolicką gdzie codziennie są odprawiane msze, a w kaplicy znajduje się relikwiarz z relikwią I stopnia św. Jan Pawła II, kroplą krwi papieża Polaka. Przed sanktuarium znajduje się pomnik św. Jana Pawła II, a całość otacza park o powierzchni ok. 5 ha. Sanktuarium (od roku 2011) utrzymywane jest z funduszów świeckiego zakonu Rycerzy Kolumba, a administracyjnie podlega Archidiecezji waszyngtońskiej. 

## Historia

### Centrum Kultury Papieża Jana Pawła II w Waszyngtonie (2001)
Idea powstania Centrum zawiązała się podczas spotkania Jana Pawła II z ówczesnym biskupem Adamem Maidą w 1989 roku. Biskup Maida zaproponowała budowę instytucji podobnej do amerykańskiej biblioteki prezydenckiej na cześć papieża; natomiast papież zaproponował centrum studiów i badania problemów międzywyznaniowych. Centrum kulturalne zostało zaplanowane jako muzeum i katolicki think tank, który poprzez interaktywne pokazy, dyskusje i badania naukowe oraz eksponaty muzealne pokazywałby przenikanie się wiary i kultury.
Budowę rozpoczęto w 1997 roku, a zakończono w 2001 roku. W marcu 2001 r. odbyło się uroczyste otwarcie Centrum Kultury Papieża Jana Pawła II w Waszyngtonie. W uroczystości otwarcia uczestniczyli prezydent George W. Bush, kardynałowie, członkowie Kongresu i inni dostojnicy.
Po odejściu na emeryturę kardynała Maidy (2009) Centrum zaczęło podupadać ze względu na brak finansowania i mały ruch turystyczno-pielgrzymkowy. W wyniku czego Centrum zostało wystawione na sprzedaż. 

### Sanktuarium błogosławionego Jana Pawła II (2011)
W roku 2011 Centrum zostało kupione przez świecki zakon Rycerzy Kolumba i zostało przekształcone w sanktuarium religijne poświęcone pamięci błogosławionego wówczas Jana Pawła II. Arcybiskup Waszyngtonu kardynał Donald Wuerl erygował sanktuarium jako świątynię diecezjalną. W ciągu 5 lat nowy właściciel przebudował obiekt. Rozbudował powierzchnię wystawową poświęconą życiu i dziedzictwu Jana Pawła II oraz dobudował dwa obiekty liturgiczne na głównym piętrze świątyni. Uporządkował teren wokół świątyni i postawił pomnik Jana Pawła II. Również zainwestował w pobliski Katolicki Uniwersytet.

### Narodowe Sanktuarium Świętego Jana Pawła II (2014)
14 kwietnia 2014 r., W dniu kanonizacji Jana Pawła II przez papieża Franciszka, sanktuarium zostało podniesione do rangi sanktuarium narodowego przez Komitet Administracyjny Konferencji Episkopatu USA i przemianowane na Narodowe Sanktuarium Świętego Jana Pawła II.